# 大和町 (池田市)
大和町（だいわちょう）は、大阪府池田市にある地名である。丁番をもたない単独町名である。郵便番号は 563-0054 である。当地域の人口は、2017年12月末時点で 438 人である（池田市市民生活部総合窓口課の資料による）。面積は、2018年3月末時点で 0.051 平方キロメートルである（池田市市長公室広聴文書課の資料による）。

## 地理
池田市の西部に位置する。北は、栄本町、建石町と接しており、東は、上池田一丁目と接している。南は、城南一丁目、菅原町と接しており、西は、栄町、栄本町と接している。
当地域や栄本町から建石町の高台にかけての坂は、「めんも坂」と呼ばれており、坂の中ほどに「めんも楼」という旅館が存在したことに由来するとされる。当地域の西端部を、大阪府道9号箕面池田線が通っている。当地域の南端部を、菅原上池田線が通っている。当地域は、池田市立池田小学校および池田市立池田中学校の校区に含まれる。

## 歴史

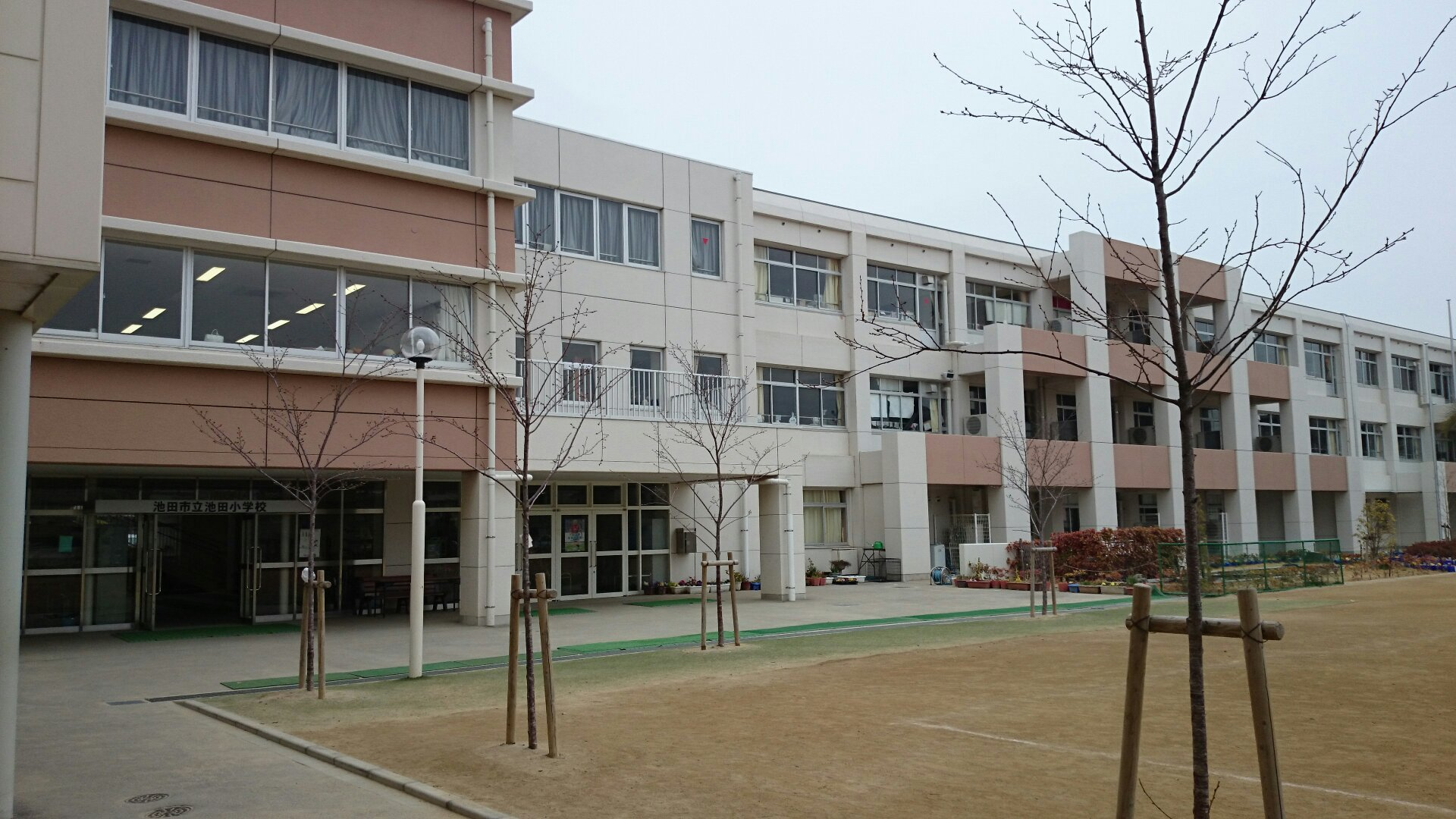
池田市立池田小学校

1857年（安政4年）写しの『池田村絵図』には、内田町、荒木町との表記が見られる。1874年（明治7年）2月、第一番小学校（現在の池田市立池田小学校）が開校される。1925年（大正14年）、池田幼稚園が開園される。1944年（昭和19年）4月、町名変更が行われ、内田町の全域、荒木北の大部分、荒木南の一部、三笠、白園、猫新開が大和町となる。1949年（昭和24年）、池田幼稚園の北側にあった小林牧場が閉鎖される。
1963年（昭和38年）、池田警察署が本町から大和町432の2に移転される。1965年（昭和40年）9月、学校給食センターが業務を開始する。1970年（昭和45年）3月1日、大和町の一部が建石町、栄町、栄本町に編入され、栄町二丁目の一部を編入し、新たに大和町が制定される。2002年（平成14年）3月、学校給食センターがリニューアルして開設される。「ランチポケット」という愛称が決められた。2004年（平成16年）4月、さくら幼稚園が開設される。2013年（平成25年）7月、パティスリーモンターニュ (Patissier MONTAGNE) が開店される。

## 施設
- 池田警察署[3]
- 池田市上下水道庁舎[3]
- 学校給食センター[3]
- さくら幼稚園[3]
- 池田市立池田小学校[3]
- パティスリーモンターニュ[23]